# مارك روبنسون (لاعب دارت)
مارك روبنسون (بالإنجليزية: Mark Robinson)‏ هو لاعب دارت بريطاني، ولد في 7 نوفمبر 1963 في نورتش في المملكة المتحدة.

## وصلات خارجية
- مارك روبنسون على موقع DartsDatabase.co.uk (الإنجليزية)